# Temporada 1946-1947 del FC Barcelona
Les dades més destacades de la temporada 1946-1947 del Futbol Club Barcelona són les següents:

## 1946

### Setembre
- 22 setembre - Lliga. Jornada 1. Barça i Celta de Vigo empaten a les Corts (1-1) en la jornada inaugural de la lliga 1946-47 amb gol blaugrana de Martín.
- 20 setembre - Els membres de la nova junta directiva blaugrana presidida per Montal prenen possessió dels seus càrrecs.
- 15 setembre - El Barça s'imposa a Les Corts (4-3) a l'Atlético Aviación en l'últim partit amistós abans de l'imminent inici del campionat de Lliga. Marquen Josep Escolà (2), César Rodríguez i Francisco Amorós.
- 11 setembre - Agustí Montal i Galobart pren possessió del seu càrrec de president del Barça.

## 1947

### Març
- 9 març - 21a. jornada de Lliga. El Barça perd a San Mames (1-0) davant l'Athletic de Bilbao. El gol de Zarra col·loca els bascos líders amb dos punts més que els blaugrana

## Plantilla
Font:
|     |                           |      | Total | Total | Campionat de Lliga | Campionat de Lliga | Copa del Generalíssim | Copa del Generalíssim |
| P   | Jugador                   | País | PT    | Gols  | PT                 | Gols               | PT                    | Gols                  |
| --- | ------------------------- | ---- | ----- | ----- | ------------------ | ------------------ | --------------------- | --------------------- |
| POR | Juan Zambudio Velasco     |      | 27    | -42   | 23                 | -36                | 4                     | -6                    |
| POR | Enrique "Quique" Martín   |      | 2     | -4    | 2                  | -4                 |                       |                       |
| POR | José Valero               |      | 1     | -2    | 1                  | -2                 |                       |                       |
| DEF | Josep Puig "Curta"        |      | 29    |       | 25                 |                    | 4                     |                       |
| DEF | Jaume Elias               |      | 17    |       | 17                 |                    |                       |                       |
| DEF | Calo                      |      | 13    |       | 9                  |                    | 4                     |                       |
| DEF | Miquel Torra              |      | 1     |       | 1                  |                    |                       |                       |
| MIG | Josep Gonzalvo            |      | 30    | 2     | 26                 | 1                  | 4                     | 1                     |
| MIG | Joan Sans                 |      | 27    |       | 23                 |                    | 4                     |                       |
| MIG | Marià Gonzalvo            |      | 27    | 1     | 23                 | 1                  | 4                     |                       |
| MIG | Fernando García           |      | 3     |       | 3                  |                    |                       |                       |
| MIG | Francesc Calvet           |      | 2     |       | 1                  |                    | 1                     |                       |
| MIG | Francesc Virgós           |      | 0     |       |                    |                    |                       |                       |
| MIG | Juan Mesa                 |      | 0     |       |                    |                    |                       |                       |
| DAV | César Rodríguez           |      | 29    | 13    | 25                 | 10                 | 4                     | 3                     |
| DAV | Francisco Amorós          |      | 27    | 8     | 24                 | 8                  | 3                     |                       |
| DAV | Alfons Navarro            |      | 19    | 7     | 18                 | 5                  | 1                     | 2                     |
| DAV | José Bravo                |      | 17    | 9     | 17                 | 9                  |                       |                       |
| DAV | Josep Escolà              |      | 15    | 9     | 14                 | 9                  | 1                     |                       |
| DAV | Josep Seguer              |      | 13    | 10    | 11                 | 10                 | 2                     |                       |
| DAV | Jaume Sospedra            |      | 7     | 1     | 7                  | 1                  |                       |                       |
| DAV | Estanislau Basora         |      | 6     | 1     | 3                  | 1                  | 3                     |                       |
| DAV | Josep Canal               |      | 4     |       | 4                  |                    |                       |                       |
| DAV | Mariano Martín            |      | 3     | 1     | 3                  | 1                  |                       |                       |
| DAV | José Valle                |      | 3     | 1     | 2                  | 1                  | 1                     |                       |
| DAV | Vicente Colino            |      | 3     | 1     | 3                  | 1                  |                       |                       |
| DAV | Pedro Rocamora "Periche"  |      | 3     |       |                    |                    | 3                     |                       |
| DAV | César Rueda               |      | 1     |       | 1                  |                    |                       |                       |
| DAV | Manuel Badenes            |      | 1     | 1     |                    |                    | 1                     | 1                     |
| DAV | Marià Aragall             |      | 0     |       |                    |                    |                       |                       |
| DAV | Herminio Quidiello        |      | 0     |       |                    |                    |                       |                       |
| DAV | Juli Gonzalvo             |      | 0     |       |                    |                    |                       |                       |
| DAV | Carmelo Albaladejo "Tito" |      | 0     |       |                    |                    |                       |                       |

## Classificació
| Competició            | Pos. | P  | PG | PE | PP | GF | GC | Campió          |
| --------------------- | ---- | -- | -- | -- | -- | -- | -- | --------------- |
| Campionat de Lliga    | 4t   | 26 | 14 | 3  | 9  | 59 | 42 | València CF     |
| Copa del Generalíssim | QF   | 4  | 2  | 1  | 1  | 7  | 6  | Reial Madrid CF |

## Resultats
Nota 1: En ésta Temporada, actúan los que eran denominados 3 equipos profesionales del Club: Primer Equipo, Equipo B y Equipo A, (todos, bajo las mismas órdenes del entrenador del primer equipo: José Samitier).
El Primer Equipo, actúa en las competiciones principales como equipo profesional.
El Equipo B, és el Equipo: Reserva, tambien profesional, (con los jugadores suplentes del Primer Equipo). No puede ser considerado como un equipo filial, y sus partidos, sí que han de contar en el histórico general, como los del Primer Equipo. (El Barça no tuvo un equipo filial oficial, hasta la incorporación del equipo: España Industrial, como filial reconocido por el Barcelona).
El Equipo A, és el Equipo: Amateur, Aficionado o Promesas, y sus partidos no cuentan en el global general. (Tampoco cuentan, los jugadores que són del Equipo B, y que actúan en algunos partidos del Equipo A).
Nota 2: Entre: Septiembre de: 1946 y Febrero de: 1947, el Equipo A (Promesas), Participó en el Campeonato de Reservas, (sin serlo propiamente dicho), de la Federación Catalana, y también en el Campeonato d'España d'Aficionados. Luego, entre: Febrero y Julio de: 1947, participó en el: Torneo de Primavera, de la Federación Catalana, que luego ganó. (Al ser sólo Equipo Promesas, no cuenta en el cómputo general).
Nota 3: Entre: Febrero y Julio de: 1947, el Equipo B (o Reserva), participó en el: Torneo de Copa Catalana, que organizó la Federación Catalana, en sustitución del antíguo Campeonato de Catalunya. Se jugó por el Sistema de Liga y de Copa juntos. 1r. la Liga, (se clasificaban diferentes equipos en diferentes grupos), y luego la Copa, en eliminatórias a doble partido hasta la final. El Barça fue el campeón de ésta competición. Todos los partidos de éste equipo, sí que han de contar en el cómputo general.
| AMISTOSOS                                                        |
| ---------------------------------------------------------------- |
| 15-8-46 EUROPA-BARCELONA 1-3                                     |
| 19-8-46 SELECCION REGIONAL CATALANA - BARCELONA (Combinado). 4-3 |
| 31-8-46 MANRESA - BARCELONA 0-5                                  |
| 01-9-46 SANTS - BARCELONA 5-4                                    |
| 08-9-46 BARCELONA-REAL SOCIEDAD 7-3                              |
| 08-9-46 TARREGA-BARCELONA 0-0                                    |
| 15-9-46 BARCELONA-ATLETICO AVIACION 4-3                          |
| 24-9-46 JUPITER-BARCELONA 2-1                                    |
| 27-1-47 BADALONA - BARCELONA sense dades                         |
| 23-2-47 BARCELONA-MALLORCA 5-0                                   |
| 02-3-47 BARCELONA-LEVANTE 8-0                                    |
| 19-3-47 BARCELONA-GREENCHEN 4-1                                  |
| 16-6-47 MOLLERUSA - BARCELONA 0-4                                |
| 08-6-47 BARCELONA-SABADELL 5-4                                   |
| 22-6-47 SABADELL-BARCELONA 0-6                                   |
| 26-6-47 BARCELONA-SABADELL 3-0                                   |
| 29-6-47 ESPANYOL-BARCELONA 0-4                                   |
| 06-7-47 VIC-BARCELONA 2-3                                        |

| CAMPIONAT REGIONAL de RESERVES              |
| ------------------------------------------- |
| 14-9-46 JUPITER - BARCELONA 2-7             |
| 29-9-46 BARCELONA - TERRASSA 8-0            |
| 01-10-46 BARCELONA - EUROPA 3-0             |
| 06-10-46 ESPANYOL - BARCELONA 1-3           |
| 12-10-46 BARCELONA - BADALONA 8-1           |
| 20-10-46 SABADELL - BARCELONA 2-5           |
| 26-10-46 BARCELONA - GRANOLLERS 9-2         |
| 01-11-46 SANTS - BARCELONA 0-0              |
| 03-11-46 SANT ANDREU - BARCELONA 0-7        |
| 09-11-46 BARCELONA - ESPANYA INDUSTRIAL 2-1 |
| 12-11-46 MARTINENC - BARCELONA 2-3          |
| 23-11-46 BARCELONA - JUPITER 10-0           |
| 01-12-46 EUROPA - BARCELONA 1-1             |
| 07-12-46 TERRASSA - BARCELONA 2-6           |
| 14-12-46 BARCELONA - ESPANYOL 2-0           |
| 21-12-46 BADALONA - BARCELONA 1-5           |
| 29-12-46 BARCELONA - SABADELL 12-0          |
| 06-01-47 BARCELONA - SANTS 2-0              |
| 12-01-47 SANT ANDREU - BARCELONA 2-0        |
| 19-01-47 BARCELONA - ESPANYA INDUSTRIAL 4-0 |
| 26-01-47 BARCELONA - MARTINENC 8-1          |
| 28-01-47 GRANOLLERS - BARCELONA 1-3         |

| COPA CATALANA                                    |
| ------------------------------------------------ |
| 23-02-47 EUROPA-BARCELONA (Reserva) 1-1          |
| 02-03-47 BARCELONA (Reserva)-MANRESA 8-2         |
| 09-03-47 VILLANOVA-BARCELONA (Reserva) 4-5       |
| 16-03-47 BARCELONA (Reserva)-CERVERA 8-2         |
| 19-03-47 VALLS-BARCELONA (Reserva) 2-4           |
| 23-03-47 BARCELONA (Reserva)-VILAFRANCA 2-2      |
| 30-03-47 BARCELONA (Reserva)-TÀRREGA 1-0         |
| 06-04-47 BARCELONA (Reserva)-EUROPA 3-2          |
| 13-04-47 MANRESA-BARCELONA (Reserva) 1-2         |
| 20-04-47 BARCELONA (Reserva)-VILLANOVA 3-1       |
| 27-04-47 CERVERA-BARCELONA (Reserva) 1-1         |
| 04-05-47 BARCELONA (Reserva)-VALLS 4-1           |
| 11-05-47 VILAFRANCA-BARCELONA (Reserva) 1-3      |
| 15-05-47 TÀRREGA-BARCELONA (Reserva) 2-4         |
| 18-05-47 BARCELONA (Reserva)-TARRACO 5-1         |
| 28-05-47 TARRACO-BARCELONA (Reserva) 0-4         |
| 01-06-47 BARCELONA (Reserva)-SANTS 4-1           |
| 05-06-47 SANTS-BARCELONA (Reserva) 1-1           |
| 15-06-47 MARTINENC-BARCELONA (Reserva) 1-4       |
| 22-06-47 BARCELONA (Reserva)-MARTINENC 9-2       |
| 29-06-47 IGUALADA-BARCELONA (Reserva) 1-2        |
| 05-07-47 BARCELONA (Reserva)-IGUALADA 3-0        |
| 13-07-47 (FINAL) BARCELONA (Reserva)-TORTOSA 6-4 |

| TORNEIG TRIANGULAR                     |
| -------------------------------------- |
| 13-06-47 MALLORCA-BARCELONA 0-3        |
| 15-06-47 BARCELONA-ATLETICO MADRID 6-0 |

| Campionat de Lliga |

| 22 setembre 1946 | CF Barcelona | 1 - 1 | RC Celta de Vigo | Barcelona                                |  |
| Jornada 1        | César 46'    |       | Pahiño 70'       | Camp de les Corts · La Riva (València) · |  |

| 29 setembre 1946 | Sevilla CF                   | 3 - 1 | CF Barcelona | Sevilla                                         |  |
| Jornada 2        | Araujo 22' · Herrera 32' 40' |       | Valle 8'     | Estadio del Nervión · Escartín Morán (Centro) · |  |

| 6 octubre 1946 | RC Deportivo de la Coruña             | 3 - 2 | CF Barcelona           | La Corunya                                     |  |
| Jornada 3      | Elzo 20' · Guimerans 67' · Cabido 78' |       | César 44' · Amorós 55' | Estadi de Riazor · Melcon Bartolome (Centro) · |  |

| 13 octubre 1946 | CF Barcelona          | 2 - 1 | València CF | Barcelona                          |  |
| Jornada 4       | Colino 1' · César 50' |       | Mena 32'    | Camp de les Corts · Aurre Larrea · |  |

| 20 octubre 1946 | Club Atlético Aviación | 1 - 1 | CF Barcelona             | Madrid                          |  |
| Jornada 5       | Campos 42' 67'         |       | Bravo 46' · Sospedra 61' | Estadio Metropolitano · Ocaña · |  |

| 27 octubre 1946 | CF Barcelona           | 2 - 0 | Real Oviedo CF | Barcelona                                       |  |
| Jornada 6       | César 79' · Amorós 82' |       |                | Camp de les Corts · Melcon Bartolome (Centro) · |  |

| 3 novembre 1946 | Real Murcia CF | 0 - 1 | CF Barcelona | Múrcia                             |  |
| Jornada 7       |                |       | Bravo 63'    | Estadio de la Conomina · Álvarez · |  |

| 10 novembre 1946 | CF Barcelona           | 2 - 1 | Club Atlético de Bilbao | Barcelona                   |  |
| Jornada 8        | Escolà 28' · César 53' |       | Zarra 4'                | Camp de les Corts · Ocaña · |  |

| 17 novembre 1946 | RCD Espanyol | 0 - 1 | CF Barcelona | Barcelona                                        |  |
| Jornada 9        |              |       | Escolà 60'   | Estadi de Montjuïc · Melcon Bartolome (Centro) · |  |

| 24 novembre 1946 | CF Barcelona                       | 3 - 3 | CE Castelló                                 | Barcelona                       |  |
| Jornada 10       | Bravo 7' · Basora 52' · Amorós 75' |       | Balaguer 11' · Santolaria 73' · Badenes 77' | Camp de les Corts · Rodríguez · |  |

| 1 desembre 1946 | Reial Madrid CF        | 2 - 1 | CF Barcelona | Madrid                                                 |  |
| Jornada 11      | Corona 4' · Molwny 79' |       | Seguer 23'   | Estadio Metropolitano · Fombona Fernández (Asturias) · |  |

| 8 desembre 1946 | CF Barcelona                              | 4 - 1 | Real Gijón CD | Barcelona                          |  |
| Jornada 12      | Amorós 13' · Navarro 33' 60' · Escolà 71' |       | Méndez 85'    | Camp de les Corts · Aurre Larrea · |  |

| 15 desembre 1946 | CD Sabadell CF | 1 - 4 | CF Barcelona                                  | Sabadell                                               |  |
| Jornada 13       | Vázquez 85'    |       | César 43' 49' · Gonzalvo III 60' · Seguer 72' | Estadi de la Creu Alta · Tamarit Falguera (València) · |  |

| 29 desembre 1946 | RC Celta de Vigo         | 2 - 1 | CF Barcelona | Vigo                                                |  |
| Jornada 14       | Retamar 32' · Pahiño 43' |       | Seguer 48'   | Estadi de Balaídos · Fombona Fernández (Asturias) · |  |

| 5 gener 1947 | CF Barcelona                             | 5 - 1 | Sevilla CF  | Barcelona                    |  |
| Jornada 15   | César 4' · Seguer 6' 88' · Bravo 55' 72' |       | Eguiluz 12' | Camp de les Corts · Orduña · |  |

| 12 gener 1947 | CF Barcelona                                | 5 - 0 | RC Deportivo de la Coruña | Barcelona                   |  |
| Jornada 16    | César 18' · Amorós 39' 47' · Seguer 73' 87' |       |                           | Camp de les Corts · Isasi · |  |

| 19 gener 1947 | València CF                         | 4 - 0 | CF Barcelona | València                                         |  |
| Jornada 17    | Igoa 18' 85' · Amadeo 26' · Epi 64' |       |              | Estadi de Mestalla · Melcon Bartolome (Centro) · |  |

| 2 febrer 1947 | CF Barcelona               | 3 - 2 | Club Atlético Aviación   | Barcelona                                          |  |
| Jornada 18    | César 49' · Seguer 79' 80' |       | Escudero 5' · Campos 34' | Camp de les Corts · Fombona Fernández (Asturias) · |  |

| 9 febrer 1947 | Real Oviedo CF             | 2 - 3 | CF Barcelona                               | Oviedo                           |  |
| Jornada 19    | Herrerita 3' · Domingo 85' |       | Martín 39' · Navarro 71' · Gonzalvo II 82' | Estadio de Buenavista · Corpas · |  |

| 16 febrer 1947 | CF Barcelona                                                 | 6 - 2 | Real Murcia CF        | Barcelona                          |  |
| Jornada 20     | Ortega (pp) 3' · Amorós 16' 84' · Bravo 59' 64' · Seguer 69' |       | Cánovas 35' · Ara 63' | Camp de les Corts · Arque Martín · |  |

| 9 març 1947 | Club Atlético de Bilbao | 1 - 0 | CF Barcelona | Bilbao                                          |  |
| Jornada 21  | Zarra 12'               |       |              | Estadi de San Mamés · Escartín Morán (Centro) · |  |

| 16 març 1947 | CF Barcelona                       | 5 - 0 | RCD Espanyol | Barcelona                              |  |
| Jornada 22   | Escolà 23' 38' 57' 59' · Bravo 35' |       |              | Camp de les Corts · Martínez Íñiguez · |  |

| 23 març 1947 | CE Castelló                       | 4 - 1 | CF Barcelona | Castelló de la Plana          |  |
| Jornada 23   | Pastor 20' 49' · Balaguer 42' 82' |       | Escolà 58'   | Estadi de Castàlia · Corpas · |  |

| 30 març 1947 | CF Barcelona                | 3 - 2 | Reial Madrid CF | Barcelona                                          |  |
| Jornada 24   | Bravo 18' · Navarro 39' 49' |       | Arsuaga 48' 60' | Camp de les Corts · Fombona Fernández (Asturias) · |  |

| 6 abril 1947 | Real Gijón CD            | 3 - 1 | CF Barcelona | Gijón                        |  |
| Jornada 25   | Pio 42' 70' · Méndez 71' |       | Escolà 26'   | Estadi El Molinón · Rivero · |  |

| 13 abril 1947 | CF Barcelona | 0 - 1 | CD Sabadell CF | Barcelona                           |  |
| Jornada 26    |              |       | Toni 30'       | Camp de les Corts · Asensi Martín · |  |

| Copa del Genaralíssim |

| 4 maig 1947              | CF Barcelona                    | 3 - 1 | CD Málaga  | Barcelona                      |  |
| Vuitens de final - anada | César 18' 29' · Gonzalvo II 59' |       | Roldán 48' | Camp de les Corts · Jauregui · |  |

| 11 maig 1947               | CD Málaga   | 1 - 1 | CF Barcelona | Màlaga                                             |  |
| Vuitens de final - tornada | Tellado 34' |       | César        | Estadi La Rosaleda · Tamarit Falguera (València) · |  |

| 18 maig 1947            | CF Barcelona | 0 - 2 | Club Gimnástico de Tarragona | Barcelona                                                   |  |
| Quarts de final - anada |              |       | Panadès 31' · Balmanya 55'   | Camp de les Corts · 45.000 espectadors · Martínez Íñiguez · |  |

| 25 maig 1947                    | Club Gimnástico de Tarragona | 2 - 3 | CF Barcelona                  | Tarragona                                |  |
| 17:20 Quarts de final - tornada | Panadès 58' · Balmanya 72'   |       | Badenes 31' · Navarro 36' 85' | Estadi de l'Avinguda Catalunya · Aurre · |  |